# 俄斐峽谷

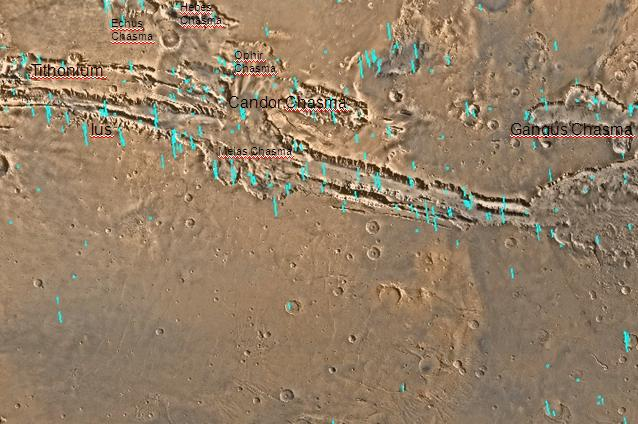
火星科普來特斯區的地圖，該圖表示了太陽系中最巨大的峽谷水手號谷的地理細節。該區域部分峽谷曾充滿液態水。

Ophir Chasma

俄斐峽谷（Ophir Chasma）是一個位於火星科普來特斯區的峽谷，中心座標4°S, 72.5°W。俄斐峽谷長約317公里，以火星上的反照率特徵命名。

## 水手號谷系統

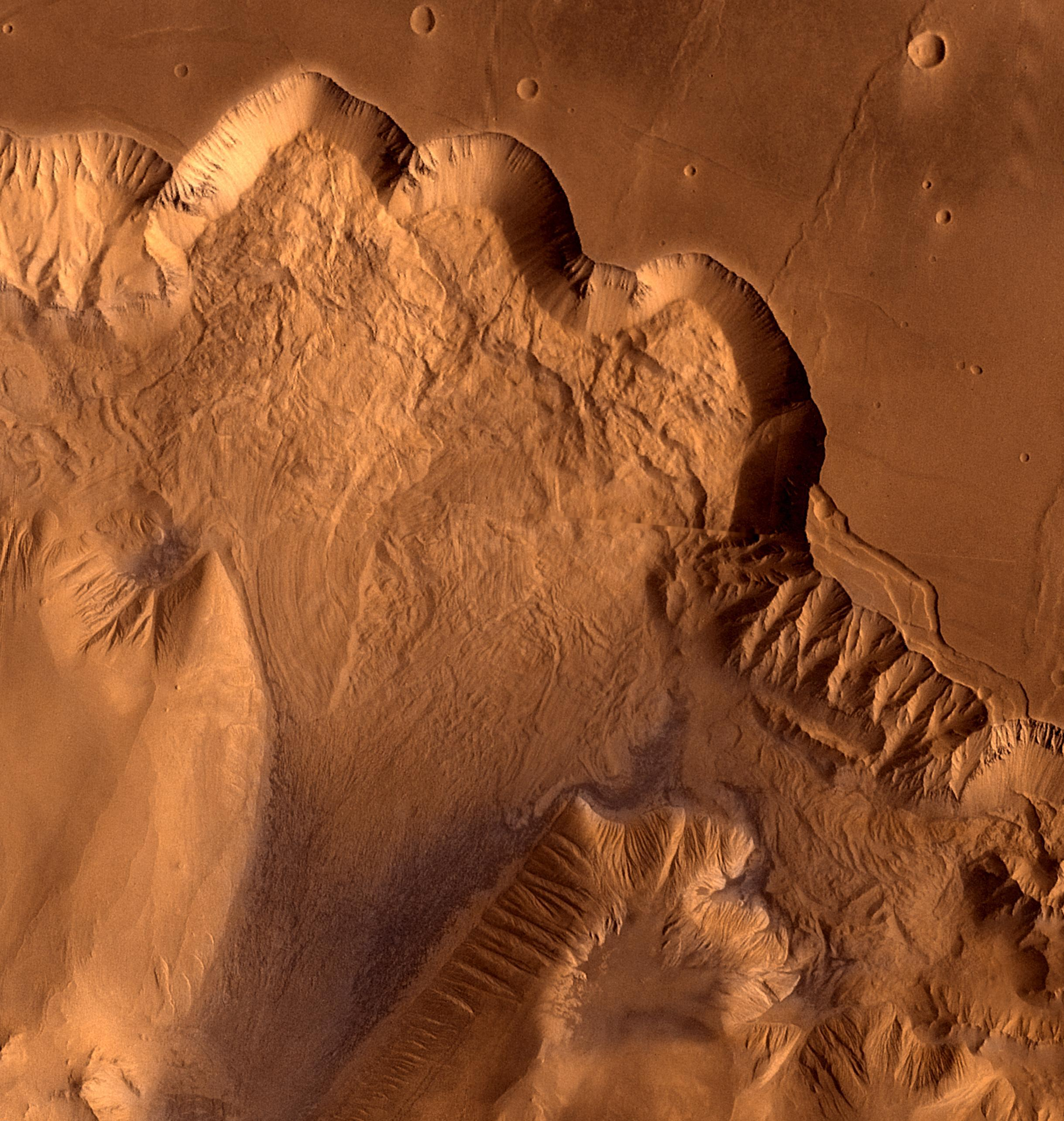
俄斐峽谷的合成斜視影像。

俄斐峽谷是太陽系中最巨大的峽谷水手號谷的一部分；水手號谷的長度幾乎相當於從美國東岸到美國西岸。水手號谷起自西端位於鳳凰湖區的諾克提斯迷宮，終端是珍珠灣區的卡普里峽谷和厄俄斯峽谷。拉丁語 Chasma在國際天文聯會的定義是指深、長而兩側陡峭的峽谷。水手號谷是由水手9號探測器發現，並以該探測器命名。自諾克提斯迷宮向東，水手號谷分成兩個槽狀區，分別是南側的伊烏斯峽谷（Ius Chasma）和北側的提托努利林峽谷（Tithonium Chasma）。在水手號谷中段則是三個相當寬的峽谷：米拉斯峽谷（Melas Chasma）、堪德峽谷（Candor Chasma）和俄斐峽谷。再向東是科普來特斯峽谷（Coprates Chasma）。在科普來特斯峽谷終端是兩個較寬的峽谷，分別是北端的卡普里峽谷和南端的厄俄斯峽谷。這些峽谷兩側的峭壁有多層地層，且部分峽谷底部是多層沉積地層。部分研究人員相信這些地層是在水曾經充滿這些峽谷的時代形成的。這些峽谷相當長而深。而最深處大約是8到10公里。相較之下地球的科羅拉多大峽谷最深處只有約1.6公里。

## 地層
在這些峽谷兩側峭壁的岩石總是層狀結構，且有些地層會和其他地層一起出現。在火星偵察軌道器的 HiRISE 拍攝恆河峽谷（Ganges Chasma）的影像中，我們可以看到上半部淺色沉積岩侵蝕速度遠較下半部深色沉積岩快速。在火星上的一些峭壁可看到少許深色地層仍然存在並分裂成大塊岩塊；這些深色岩石被認為是高硬度的火山岩，而非較鬆軟的火山灰沉積。因為它相當靠近塔爾西斯火山區，這些岩層可能是在熔岩流經之後形成的層狀岩層，可能還和火山大規模噴發進入大氣層後落到火星地表的火山灰混合。這些岩層可能保留了火星長時間的地質歷史。深色地層可能是因為熔岩流而形成。深色火山岩玄武岩在火星是相當常見的；但是淺色沉積岩可能是因為河、湖、火山灰或風積的砂或塵埃而形成。火星车在淺色岩層中發現了鹽類，可能是在水中形成的。科學家對鹽類沉積物相當感興趣，因為這可能包含了火星古生命的遺跡。